# Schlieren
Schlieren este un oraș în Elveția.